# Julian Krzewiński

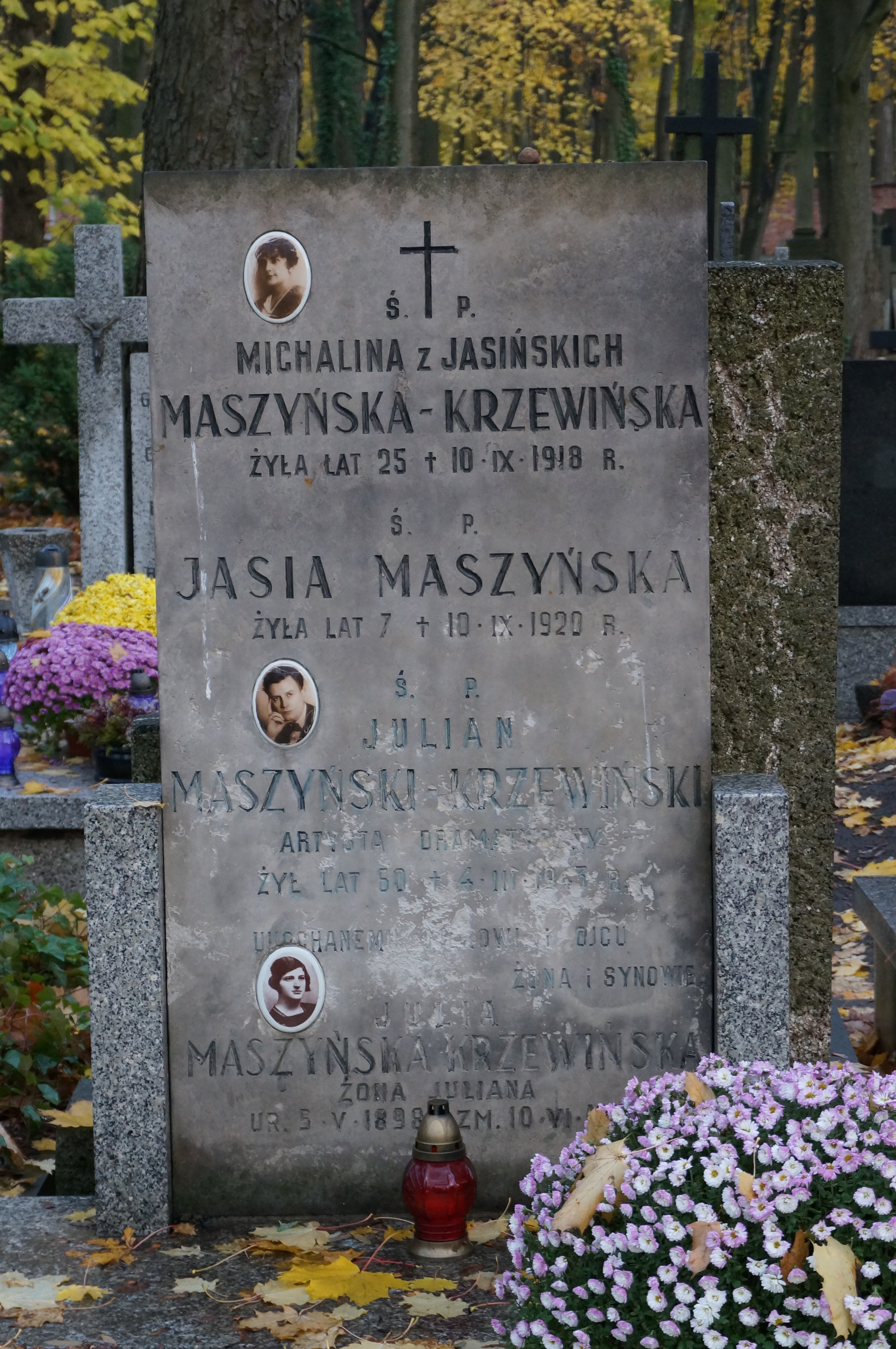
Grób Juliana Krzewińskiego na cmentarzu Powązkowskim

Julian Krzewiński, właśc. Julian Piotr Maszyński (ur. 3 października 1882 w Warszawie, zm. 4 marca 1943 tamże) – polski aktor, śpiewak (tenor), autor tekstów, powieściopisarz.  

## Życiorys
Urodził się w rodzinie kompozytora Piotra Maszyńskiego, jego brat Mariusz był aktorem, a siostry Stanisława i Halina malarkami. Studiował na Wydziale Filozoficznym Uniwersytetu Jagiellońskiego, do grona jego wykładowców należała m.in. Gabriela Zapolska. Po ukończeniu nauki wyjechał do Brazylii, gdzie był artystą cyrkowym. Nie trwało to długo, powrócił do ojczyzny i otrzymał angaż w operetce lwowskiej.
Od 1909 osiadł w Warszawie, gdzie występował w Teatrze Nowości. Występy tam okazały się wielkim sukcesem i utorowały Krzewińskiemu drogę do pozycji czołowego śpiewaka teatru. Występował również w  Teatrze Wielkim. Od 1912 był aktorem teatru Bagatela, a od 1913 grał w teatrze rewiowym „Argus”. Występował również w takich teatrach jak: „Reduta”, Teatr Mały, Teatr Letni, Teatr Polski, „Wesoły Wieczór”, „Małe Qui Pro Quo”.
W 1911 po raz pierwszy zagrał w filmie, był to Skandal z ulicy Szopena. W tym samym roku grał też w dwóch innych filmach, w Koszu primadonny i Dniu kwiatka. Ogółem zagrał w ponad trzydziestu produkcjach. Wraz z Antonim Fertnerem i Wincentym Rapackim w 1911 roku założył spółkę filmową.
W 1913 powstała pierwsza jego operetka.
Gra aktorska była dodatkowym zajęciem Juliana Krzewińskiego, przede wszystkim był on mistrzem pióra. Tworzył scenariusze, libretta operetkowe i pisał piosenki. Najsłynniejsze z nich to Bal na Gnojnej, Bal u starego Joska, Już młodość uleciała!, Piosenka Caton. Ułożył też polski tekst do walca Johanna Straussa syna Nad pięknym modrym Dunajem.
Jego bliskim współpracownikiem był Leopold Brodziński. Był także reżyserem teatralnym, napisał ponad 20 powieści i książek dla dzieci. Był współautorem scenariusza operetki filmowej Każdemu wolno kochać.
21 października 1933 obchodził jubileusz trzydziestolecia pracy artystycznej.
W czasie wojny polsko-bolszewickiej był żołnierzem 54 pułku piechoty, w którym wystawił ponad 500 przedstawień dla wojska. Został odznaczony Krzyżem Walecznych. Należy zauważyć, że Julian Krzewiński był żołnierzem, który walczył w obu wojnach światowych. Podczas II wojny światowej pracował jako kelner.
Zmarł 4 marca 1943 i spoczął na cmentarzu Powązkowskim w Warszawie (kwatera 320-4-14).

## Spektakle teatralne

### Aktor
- 1909 – Wesele Figara, Teatr Wielki w Warszawie
- 1909 – Hrabia Luxemburg, "Teatr Nowości"
- 1911 – Cnotliwa Zuzanna, "Teatr Nowości"
- 1911 – Piękna Rizetta, "Teatr Nowości"
- 1912 – Życie paryskie, "Teatr Nowości"
- 1912 – Gri–Gri, "Teatr Nowości"
- 1913 – Ewa, "Teatr Nowości"
- 1915 – Florabella, "Teatr Nowości"
- 1915 – Baron Kimmel, "Teatr Nowości"
- 1915 – Domek trzech dziewcząt, "Teatr Nowości"
- 1920 – Królowa kinematografu, "Teatr Nowości"
- 1920 – Sybilla
- 1921 – Ostatni walc, "Teatr Nowości"
- 1921 – Kuzynek z Honolulu, "Teatr Nowości"
- 1921 – Biały mazur
- 1921 – Jej wysokość tancerka, "Teatr Nowości"
- 1924 – Marica, "Teatr Nowości"
- 1924 – Orłowa, "Teatr Nowości"
- 1926 – Paryżanka, "Teatr Nowości"
- 1926 – Teresina, "Teatr Nowości"
- 1927 – Targ na dziewczęta, "Teatr Nowości"
- 1931 – Bal w operze, "Teatr Nowości"
- 1934 – Domek z kart, "Teatr Letni"
- 1935 – Szczęśliwy pech, "Teatr Letni"
- 1937 – Jadzia wdowa, "Teatr Polski"

### Scenarzysta
- Maharadża w Warszawie
- Major ułanów

## Filmografia
- 1911 – Skandal na ulicy Szopena
- 1911 – Dzień kwiatka
- 1916 – Wściekły rywal
- 1922 – Kizia - Mizia
- 1924 – Miodowe miesiące z przeszkodami
- 1926 – Czerwony błazen
- 1928 – Przeznaczenie
- 1928 – Pan Tadeusz
- 1929 – Policmajster Tagiejew
- 1929 – Mocny człowiek
- 1932 – Rycerze mroku
- 1932 – Pałac na kółkach
- 1932 – Rok 1914
- 1933 – Każdemu wolno kochać
- 1933 – Zabawka
- 1934 – Co mój mąż robi w nocy…
- 1935 – Panienka z poste restante
- 1936 – Ada! To nie wypada!
- 1936 – Róża jako Chłop
- 1936 – Pan Twardowski (niewymieniony w czołówce)
- 1936 – Tajemnica panny Brinx jako Portier w hotelu
- 1936 – Jadzia
- 1937 – Piętro wyżej jako Dyrektor Polskiego Radia
- 1937 – Płomienne serca
- 1937 – Znachor jako Prezes Sądu
- 1937 – Dorożkarz nr 13 jako Wuj Krystyny
- 1938 – Szczęśliwa trzynastka jako Profesor Buńczykiewicz
- 1938 – Robert i Bertrand jako lokaj
- 1938 – Kościuszko pod Racławicami jako Wuj Hanki, Andrzej
- 1938 – Wrzos jako Jan
- 1939 – Biały Murzyn jako Sąsiad Lipskich, adorator hrabiny
- 1939 – Kłamstwo Krystyny jako lokaj Marleckich
- 1939 – Doktór Murek jako ojciec Niry

## Dyskografia
- 1910 – Julian Krzewiński i Józef Redo artyści Teatrów Rządowych Syrena Rekord (SGR 9823–9826)
- 1912 – Marian Domosławski, Wincenty Rapacki (syn) oraz Julian Krzewiński artyści Warszawskich Teatrów Rządowych Syrena Rekord (SGR 12691–12717)